# Goswin Borentin
Goswin Borentin (bl. 1352–1374) war 1355–1364 Dekan zu Bützow, 1359–1367 Domherr zu Schwerin und ab 1372 Domherr in Lübeck.

## Leben
Goswin Borentin, möglicherweise ein Herkunftsname nach dem mecklenburgischen Klosterort Borrentin des Klosters Verchen, wurde 1352 als scolaris in iure canonico und 1355 als Magister clericus der Diözese Cammin bezeichnet. Von Papst Klemens VI. wurde er am 3. April 1352 mit dem Kanonikat und einer Präbende des Stifts Bützow sowie dem dortigen Dekanat providiert, das aber von Johannes Borgermester widerrechtlich besetzt war. Vom 12. Mai 1355 bis zum 9. März 1364 ist Goswin als Dekan von Bützow belegt. Am 9. März 1364 war er bereit, auf das Dekanat in Bützow für die Provision mit einer Pfründe im Lübecker Domkapitel zu verzichten. Papst Urban V. gewährte diese Verleihung, ohne dass Goswin sein Dekanat mit Vollpräbende in Bützow aufgeben musste. 1368 wurde er letztmals als Vicedekan von Bützow bezeichnet.
Am 3. April 1352 wurde Goswin mit einem dem Zisterzienserklosters Dargun zur Verfügung stehenden Benefiz providiert, auf das er im Fall der Erlangung einer Schweriner Pfründe verzichten sollte. Für Schwerin wurde ihm am 21. Juni 1352 das Kanonikat des Johann Speckhals reserviert, das er vermutlich erst am 7. Januar 1356 nach einem gewonnenen Prozess erlangte. Vom 3. Juli 1359 bis zum 5. März 1367 ist Goswin Borentin als Schweriner Domherr und vom 4. Juni 1368 bis zum 2. April 1374 als Thesaurar nachweisbar.
Goswin Borentin führte am 18. Juni 1353 am päpstlichen Hof einen Prozess um ein Kanonikat mit Präbende im Kollegiatstift Güstrow. Zur Untersuchung des Streitfalls ließ am 22. März 1355 Papst Innozenz VI. sogar päpstliche Kommissare einsetzen. Am 1. Februar 1361 tauschte Goswin sein Güstrower Kanonikat gegen ein Kanonikat im Lübecker Domkapitel ein und Papst Urban V. verlieh ihm eine Anwartschaft auf eine Majorpräbende zu Lübeck. 1365 prozessierte er um die dortige Präbende und um die Erweiterung der Anwartschaft auf ein Amt im Lübecker Domkapitel sowie um weitere die Präbendenexpektanz betreffende Vorzugsrechte. Vom 25. August 1372 an ist er als Lübecker Domherr nachweisbar.
Neben diesen Ämtern war Goswin verschiedentlich als Prokurator an der päpstlichen Kurie in Avignon tätig. So 1352 als Prokurator der Camminer Diözese, in einem Prozess vertrat er den Schweriner Bischof Andreas von Wislica. Am 15. Dezember 1354 war er Prokurator eines Leslauer Domherren. Vom 12. Mai 1355 bis zum 28. Februar 1357 war Goswin Bevollmächtigter des Rates von Rostock. 1371 wurde er von Michael Hildensem, Vikar von Rostock und Stralsund, mit der Verwaltung seiner Einkünfte aus diesen Vikarien beauftragt, wo er 1374 noch nachweisbar ist. Am 25. Juli 1372 ist er als Bevollmächtigter des Kollegiatstifts Eutin zu finden.
Im Auftrag des Papstes Innozenz VI. führte Goswin am 3. Juli 1359 die Untersuchung eines Streitfalles zwischen dem Heilig-Geist-Hospital in Lübeck und dem Rat von Greifswald durch und am 4. Juni 1369 wurde er als Exekutor für die Verleihung der Pfarrkirche St. Maria in Dorpat nachgewiesen.